# Point Disappointment
Point Disappointment är en udde i Antarktis. Den ligger i Östantarktis. Nya Zeeland gör anspråk på området.
Terrängen inåt land är kuperad åt nordväst, men söderut är den platt. Havet är nära Point Disappointment åt sydost. Trakten är obefolkad. Det finns inga samhällen i närheten. 